# Église Sainte-Martine de Pont-du-Château
L'église Sainte-Martine est située sur la commune de Pont-du-Château, dans le département du Puy-de-Dôme, en France.

## Localisation
L'église est située dans le département français du Puy-de-Dôme, sur la commune de Pont-du-Château.

## Historique
L'église de Pont-du-Château est l'une des peu nombreuses églises dédiées à sainte Martine, vierge et martyre romaine, qui a vécu au IIIe siècle.
Elle est bâtie sur une butte car l’église servait avant l’époque carolingienne de forteresse. Située dans le faubourg des mariniers, elle était dédiée aux bateliers. La partie romane de l’église est en arkose, la partie gothique en pierre de Volvic.
L'édifice est classé au titre des monuments historiques en 1911. La polychromie des piliers et des arcades du XIIe siècle, ainsi que celle des voûtes du XIIIe siècle a été entièrement reproduite en 1994. Un témoin important du décor roman tel qu'il a été découvert se trouve encore dans la nef nord, à gauche en entrant dans l'église. Le décor XIXe du chœur a été restauré et conservé. Une partie des chapiteaux historiés romans a été détruite en 1830 par le curé qui les jugeait trop licencieux.
En 2022 la Fédération européenne des sites clunisiens intègre  le prieuré Sainte-Martine dans sa liste de sites et en 2023 une plaque de lecture est dévoilée.

## Description

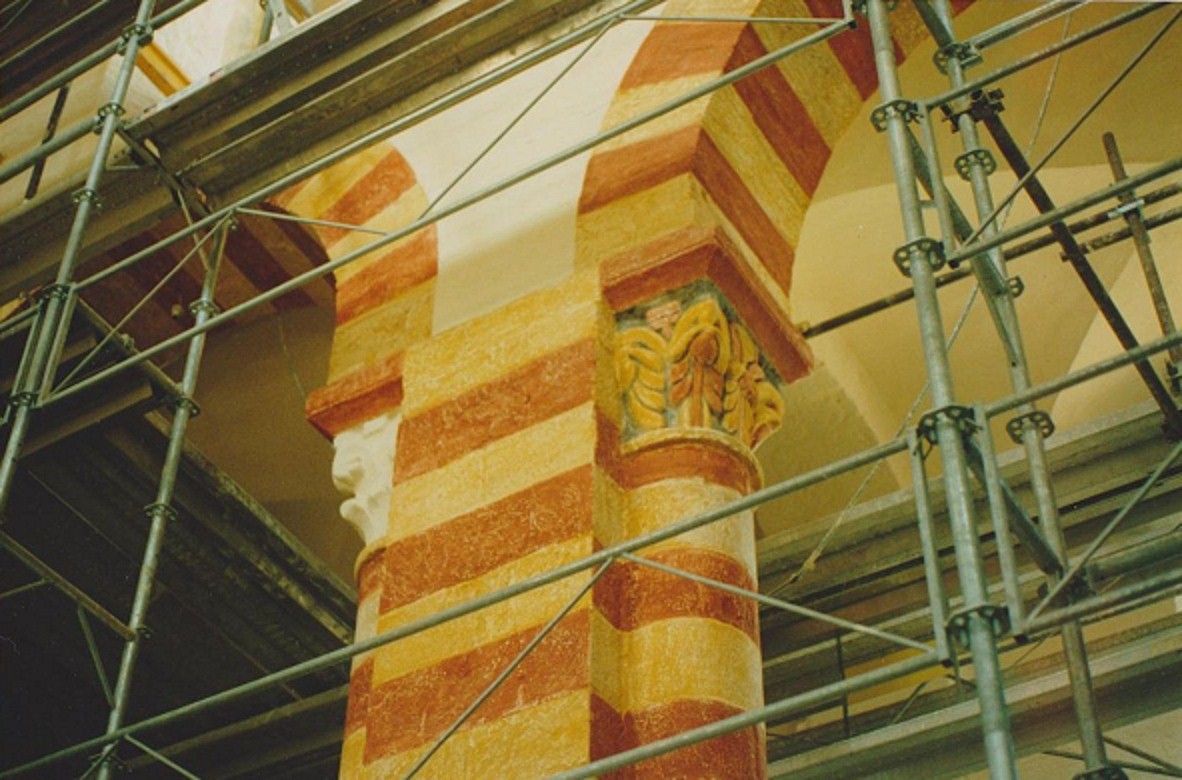
Restitution de la polychromie du XIIe par Yves Morvan[4].
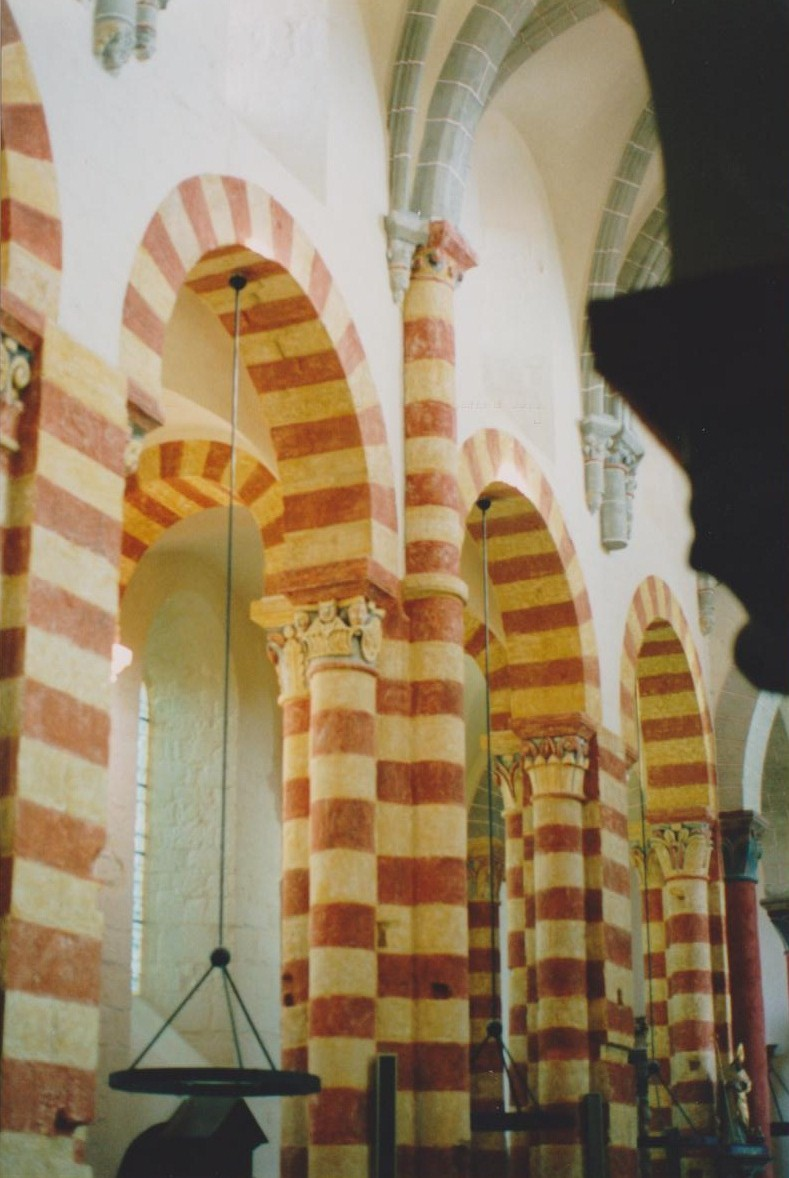
Polychromie de la nef.
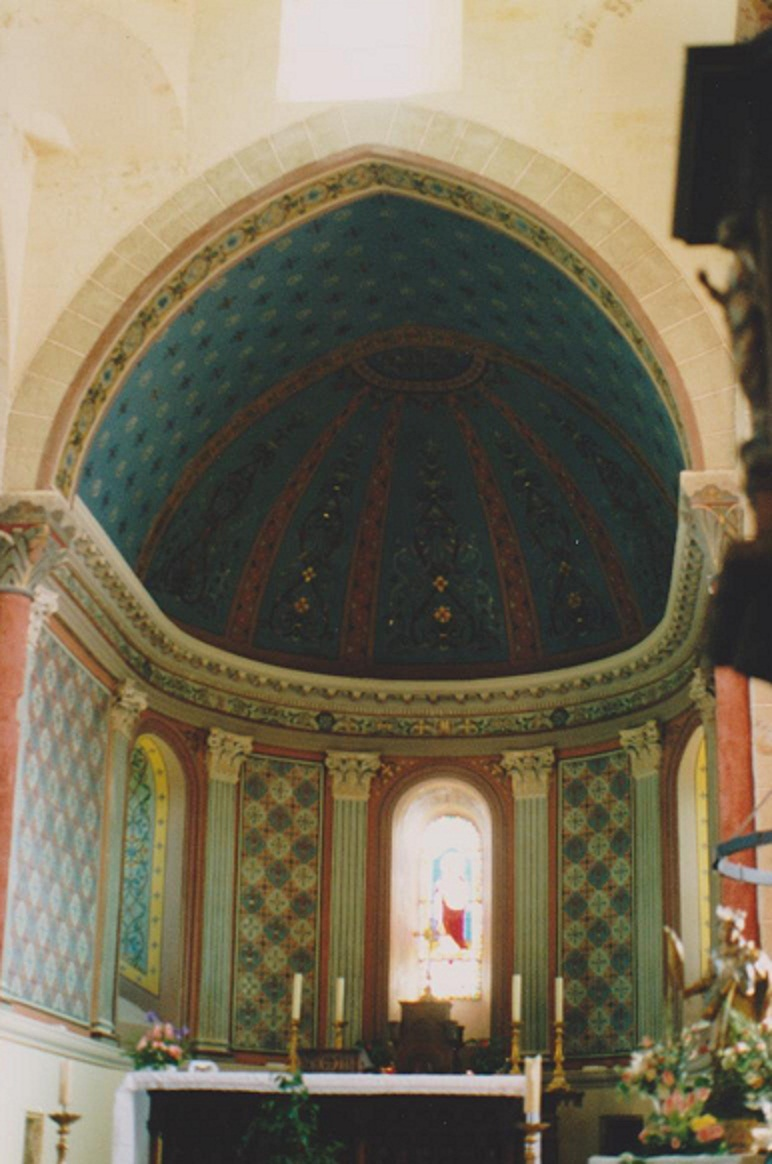
Chœur avec son décor du 19e.